# Битва за Белз
Битва за Белз — битва 27 січня — 16 травня 1919 року під час польсько-української війни загонів Війська Польського з Українською Галицькою Армією.
Белз був одним із двох міст Галичини (поруч із Львовом), яке поляки ізольовано обороняли на території, підконтрольній українським військом; битва тривала 109 діб (з них 87 у повному оточенні).

## Ситуаційний фон
З неминучим закінченням Першої світової війни та розпадом Австро-Угорської монархії на початку листопада 1918 року територія Сокальського повіту, включно з містом Белз, була взята під контроль українськими військовими формуваннями без опору з боку австрійської адміністрації. Завдяки своєму стратегічному розташуванню поблизу так званиз вигинів Бугу та відносно добре розвиненої мережі місцевих доріг, Белз був однією з головних баз Української Галицької Армії для наступу на польські війська на Холмщині під час польсько-української війни. Тому цей район був одним із ключових завдань польського контрнаступу. 7 грудня 1918 року поляки зайняли Угнів, що за 19 км від Белза.
27 січня 1919 р. на конференції у Варшаві за участю голови держави маршала Юзефа Пілсудського, генерала Тадеуша Розвадовського, генерала Кируса Соболевського, генерала Роберта Ламезана та прем'єр-міністра Ігнація Падеревського було прийнято рішення про рішучий «захист польського населення на території Східної Галичини». Того ж дня польські війська здійснили ще один наступ і практично без бою здобули Белз. На самому початку бою поляки взяли в полон 363 особи, у тому числі кількох старшин, захопили 25 кулеметів і запаси продовольства, зимового одягу та амуніції у великій кількості. В місті стояв зі штабом генерал Ян Ромер, командувач генерального округу «Люблін».

## Хід бою
У наступні дні після 27 січня польський наступ розвивався від Белза далі на схід до Сокаля. 31 січня були захоплені великі міста Острів і Кристинопіль, але опір українців дедалі посилювався. 1 лютого на світанку українська армія перейшла в контрнаступ, відкинувши польські війська на Белз. О 17.00 українці здійснили перший наступ на місто, але їх було відкинуто; потім вони обстріляли Белз з артилерії.
Опинившись перед загрозою оточення міста, генерал Ромер перевів свій штаб до Рави Руської, залишивши полковника Леона Бербецького на місці командувача обороною міста в складі Оперативної групи «Белз». З настанням сутінків 2 лютого місто було фактично оточене; поляки зуміли втримати під контролем лише вузьку лінію постачання, залізницю, що сполучала Белз з Угніво та Равою Руською, але вона залишалася під постійним вогнем українців. Почалася оборона ізольованої польської фортеці в глибині території, контрольованої Україною. За прикладом львів'ян у місті було створено міську варту міщан-поляків під проводом Броніслава Ковальського, яка протягом усієї облоги відповідала за охорону порядку в місті, запобігання диверсіям і крадіжкам, гасіння пожеж, а також у критичних ситуаціях він допомагав польським воякам, вступаючи в їх ряди, коли бої просувалися в глиб міста.
5 лютого Українська галицька армія розпочала масований наступ на Белз, але була відбита з великими втратами. Захисники міста не обмежилися оборонними діями і наступного дня організували контратаку до містечка Жужеляни поблизу Белза, де знаходився штаб наступаючої української армії. Захоплені зненацька українські вояки зазнали поразки: поляки взяли в полон 120 осіб, серед них усіх штабних офіцерів, а також захопили сім кулеметів і багато амуніції. Подібні випадки під час битви траплялися багато разів, наприклад 8 лютого в сусідньому Заболотті було взято з десяток полонених і захоплено два кулемети. У військовій теорії така тактика називається активною обороною. Через сильні снігопади під час нападів поляки використовували як маскувальний камуфляж простирадла, що в 1919 році було дуже новаторською ідеєю, і стало правилом лише під час Другої світової війни.
Позбавлені командування після рейду на Жужеляни, в умовах суворої та сніжної зими та загального примітивізму тодішніх шляхів зв'язку, українці протягом кількох наступних днів мали великі проблеми з організацією нового комбінованого наступу на Белз. 9 січня, наступаючи під Белзом поодинці і без розвідки, зовсім непідготовлений курінь Галицької армії був розбитий ротою підпоручика Кульчицький та його командир на прізвище Бабій загинули з першого ж бою.
Знову великий наступ українських сил з кількох напрямків було організовано лише 10 лютого. Проте проблеми зі зв'язком між підрозділами, які досі існують, а також дуже опір польських вояків призвели до поразки атакуючих. У полон потрапили 5 офіцерів і 57 українських солдатів, було захоплено шість кулеметів.

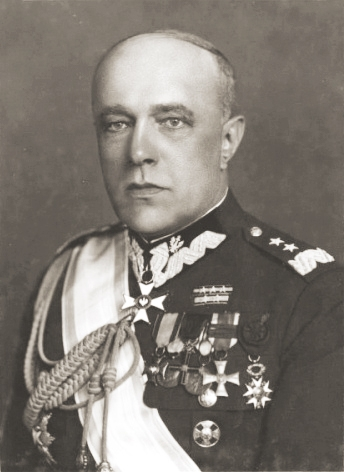
Полковник Леон Пьотр Бербецький, командувач оборони Белза

12 лютого з Угніва до Белза намагався прорватися польський бронепоїзд з провізією, але він був зупинений сильним вогнем української артилерії. У наступні дні захисники Белза продовжували рейди на навколишні села під українським контролем, звідки часто поверталися з полоненими та захопленими припасами. Проте 17 лютого воякам Галицької армії вдалося прорвати залізничну колію від Белза до Рави-Руської, позбавивши місто останньої лінії постачання (яка доти була лише примарною через постійні обстріли). У результаті кільце оточення навколо Белза було замкнуто.
19 і 21 лютого українці неодноразово атакували Белз. Через безуспішність їхніх дій, а також усвідомлюючи погіршення ситуації з постачанням захисників, 22 лютого українська сторона направила парламентарів із пропозицією капітуляції. Полковник Бербекей відповів: «Єдина розмова, гідна солдатів, — це багнет і куля. Ми далі будемо боротися за Польщу, ви боріться за Україну. Усі переговори належать політикам. Я більше не буду приймати парламентарів. Відправляйте в Раву чи Львів».
Не дивлячись на відмову захисників, наступних днів, 23 і 24 лютого, українські війська наступали на Белз, зазнавши дуже великих втрат. На цьому етапі бойових дій з українського боку вже відчувалося роздратування та нетерпіння, викликане тривалим опором захисників, про що свідчить, наприклад, поведінка підстаршин, які спонукали солдатів атакувати прямо на кулемети та гармати. 24 лютого полякам вдалося не лише відбити всі українські атаки, а й контратакувати й наприкінці дня захопити містечко Стаївка, що на дорозі Белз — Кристинополь.
Через знекровлення українських військ і погану ситуацію з постачанням поляків обидві сторони закріпилися на своїх позиціях, і бої навколо Белза припинилися майже на три тижні. Лише 15 березня було зафіксовано більшу, ніж зазвичай, кількість сутичок між патрулями, а наступного дня українцям вдалося знову зібрати значні сили навколо Белза. 16-18 березня точилися бої в селах під Белзом, головним чином у Стаївці, куди пересунулася лінія фронту. 21 березня відбулася подія, яка рідко траплялася в тодішніх війнах: українські війська на дерев'яних човнах переправилися через Західний Буг біля села Крилова. Проте після кількох годин бою український десант було відкинуто в річку, а вцілілі українці відійшли на інший берег.
26-28 березня УГА щодня наступала на Белз, зазнаючи значних втрат. Українська сторона поступово втрачала боєздатність. Проте дедалі помітнішою ставала й виснаженість польської сторони. У листі додому 31 березня старший лейтенант Кульчицький писав: «У нас досі смішно мало військ. Якби нам прислали 1000 багнетів, ми були б на Бугу на своїй ділянці. Печворк поки що нудний і втомлює».
У квітні українці вже не підходили до Белза; бої точилися за приміські села, які часто переходили з рук в руки (наприклад, Будинин). 26 квітня оборонці Белза отримали інформацію про прибуття Армії Галлера, яку мали направити воювати проти більшовиків, але планували перенаправити на Галичину. Відтоді точилися бої за утримання міста, поки на допомогу не прийшли галлерці.
1 травня українська артилерія востаннє обстріляла Белз, але піхота більше не йшла в атаку. Тим часом польські війська, які контролювали Львів, уже отримали таку велику перевагу, що командування змогло перекинути частину сил на північ. 2 травня польські війська, що рушили зі Львова, розірвали кільце оточення навколо Белза, повернувши втрачену в лютому залізничну колію; проте вона все ще перебувала під вогнем українців.
Завершенням битви під Белзом став початок загального наступу польської армії 14 травня у Східній Галичині. Українські війська відступали по всій лінії фронту. Увечері 16 травня поляки захопили Великі Мости та Сокаль, а також деблокували Белз і відкинули з-під нього українські війська на північний схід. Так закінчилася 109-денна битва за Белз.

## Значення битви
Битва за Белз була найважливішою битвою на північному відрізку польсько-української війни взимку-навесні 1919 року. Утримання польськими військами стратегічно розташованого Белза перерізало всі навколишні шляхи, що переходили в місто українцям, а також блокувало судноплавство та річковий транспорт по Бугу. Крім того, задіявши великі українські сили, спрямовані для захоплення міста, поляки позбавили українців можливості використати ці війська для наступу на Холмщину чи Львів. Важливість битви підкреслюється також винятковою запеклістю захисників і тим, що це була одна з двох облог у цій війні (поряд із Львовом, який оборонявся на два місяці довше).
Проте через сто років після подій 1919 року битва за Белз залишається дуже маловідомою та малодослідженою темою як у польській, так і в українській історіографії. Вона також не знайшла свого місця в масовій культурі та загальносвідомості поляків, у яких оборона Львова безперечно є домінуючим символом героїзму польського суспільства, особливо тогочасної молоді. Слід, однак, підкреслити, що за інтенсивністю бої навколо Белза нітрохи не поступалися тим, з якими довелося зіткнутися захисникам Львова, а в Белзі, як і в столиці Галичини, брали участь не лише регулярні війська, а й цивільне населення, у тому числі белзька польська молодь.

## Виноски
1. ↑  Stąd nasz ród! Bełz, Krystynopol, Ostrów, Sokal, Uhnów, Waręż „Akcja HT-1951". Ustrzyki Dolne. 2001. с. 46.
2. ↑  Obrona miasteczka Bełz – o tej historii uczono młodych oficerów. Polska Zbrojna. 19.03.2016.
3. ↑  Buziewicz, op. cit., s. 39.
4. ↑  Buziewicz, op. cit., s. 42.